# Aeroportul Internațional Rivera
Aeroportul Internațional Rivera (IATA: RVY, ICAO: SURV) este un aeroport din Rivera⁠(d), Departamentul Rivera, Uruguay ce deservește zona Rivera⁠(d). A fost deschis în 16 iunie 1979 și numit după Óscar Diego Gestido⁠(d).
Situat la o altitudine de 199 m, aeroportul dispune de 1 pistă.

## Infrastructură

### Piste
Aeroportul dispune de o singură pistă. Pista 05/23 are suprafața de asfalt. 